# Knihy džunglí

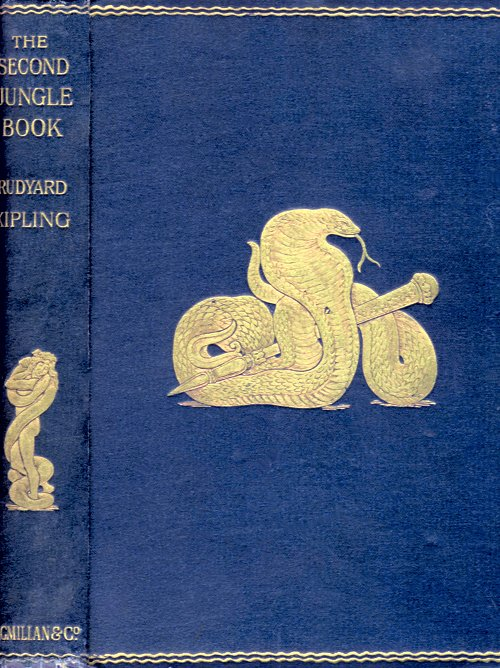
The Second Jungle Book, anglické vydání z roku 1895

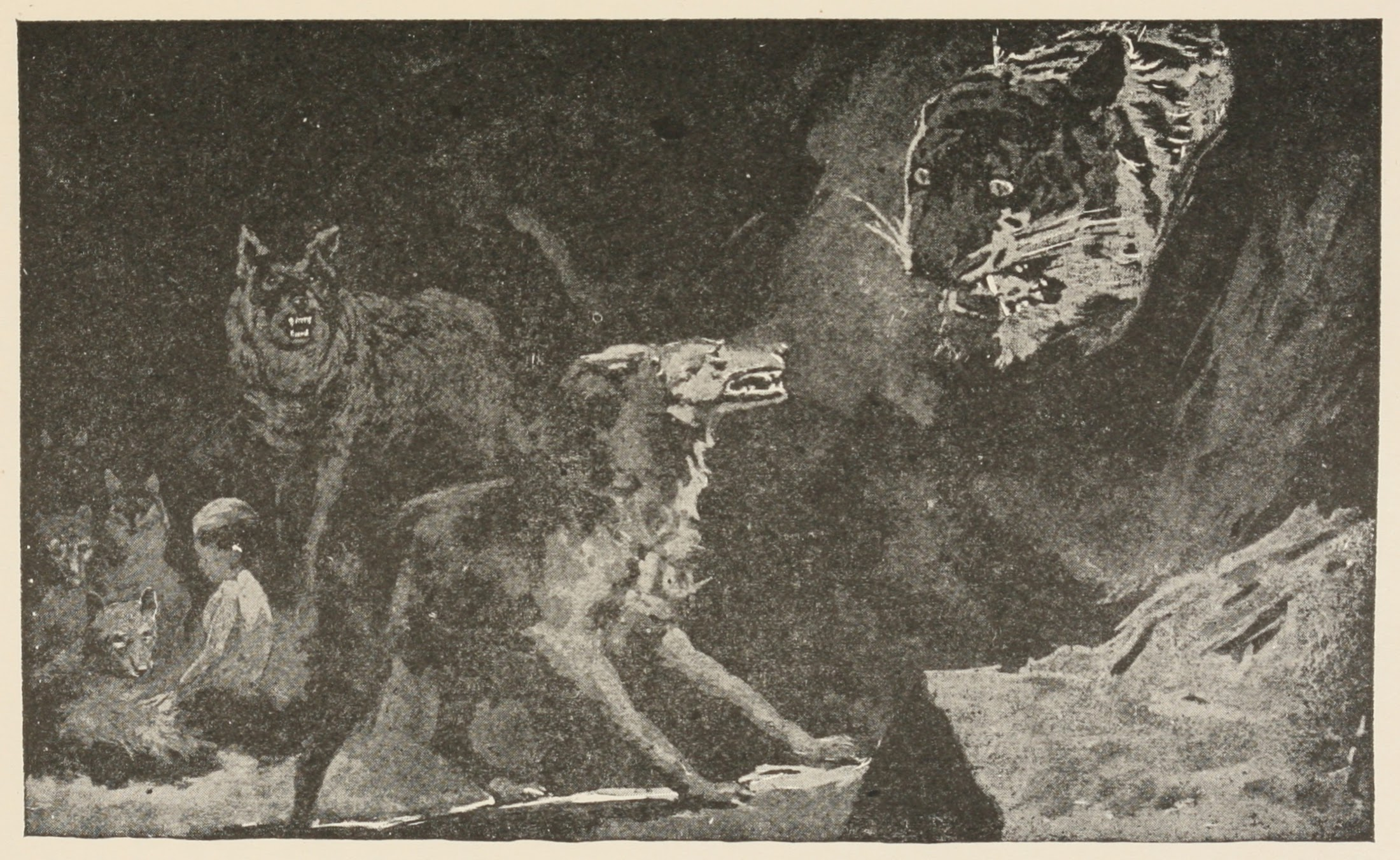
Mauglího bratři, ilustrace z roku 1895

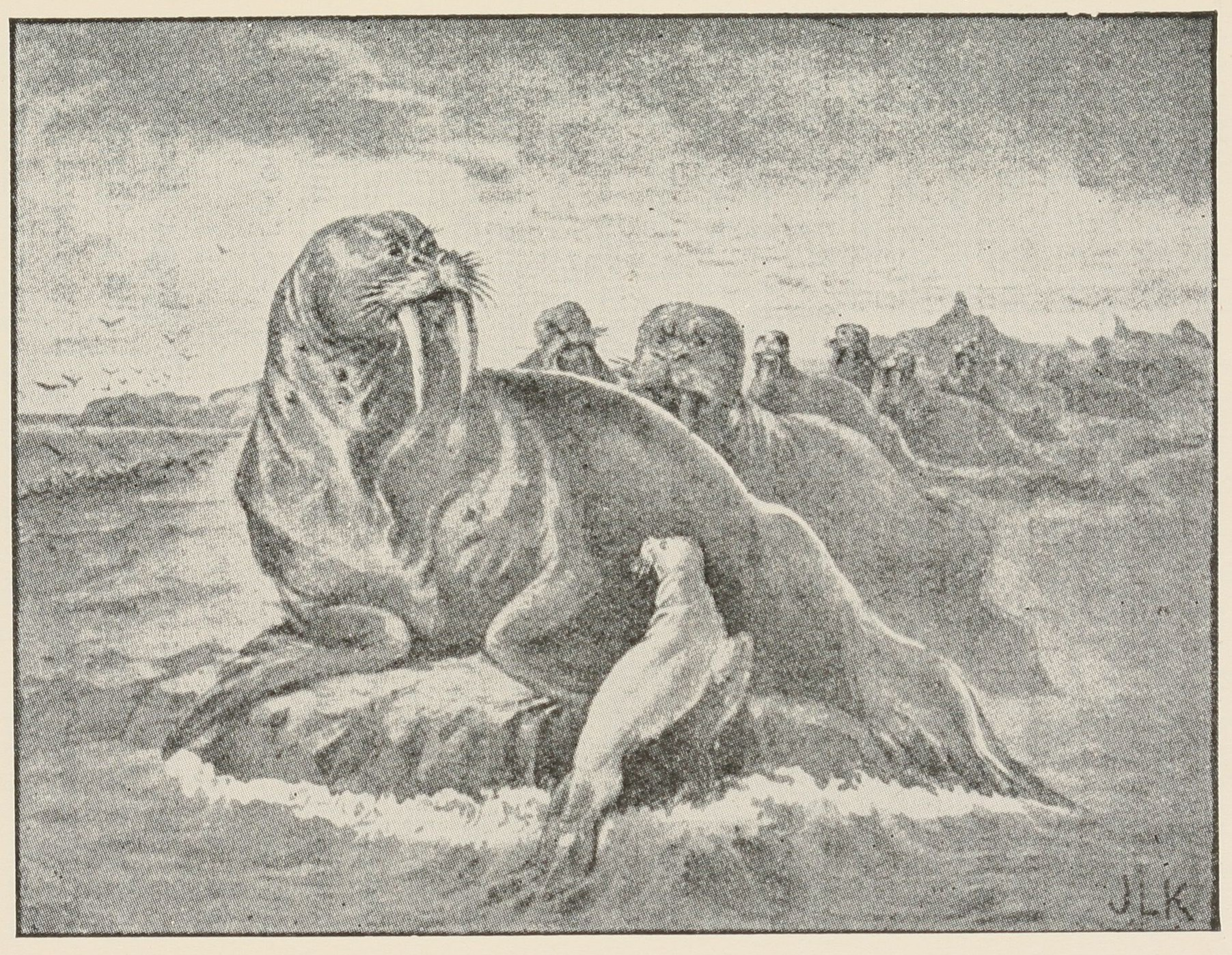
Bílý lachtan, ilustrace z roku 1895

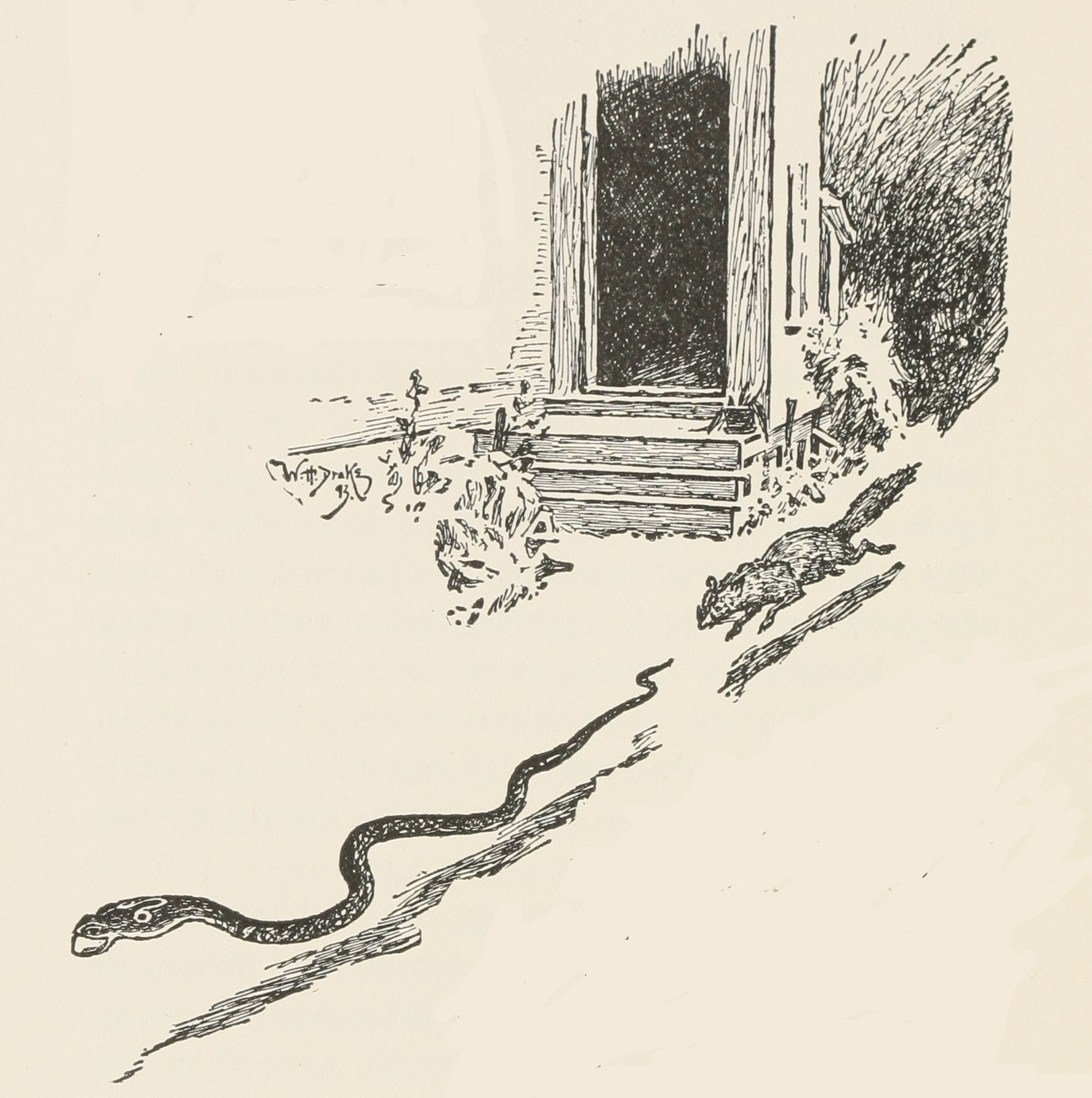
Rikki-tikki-tavi, ilustrace z roku 1895

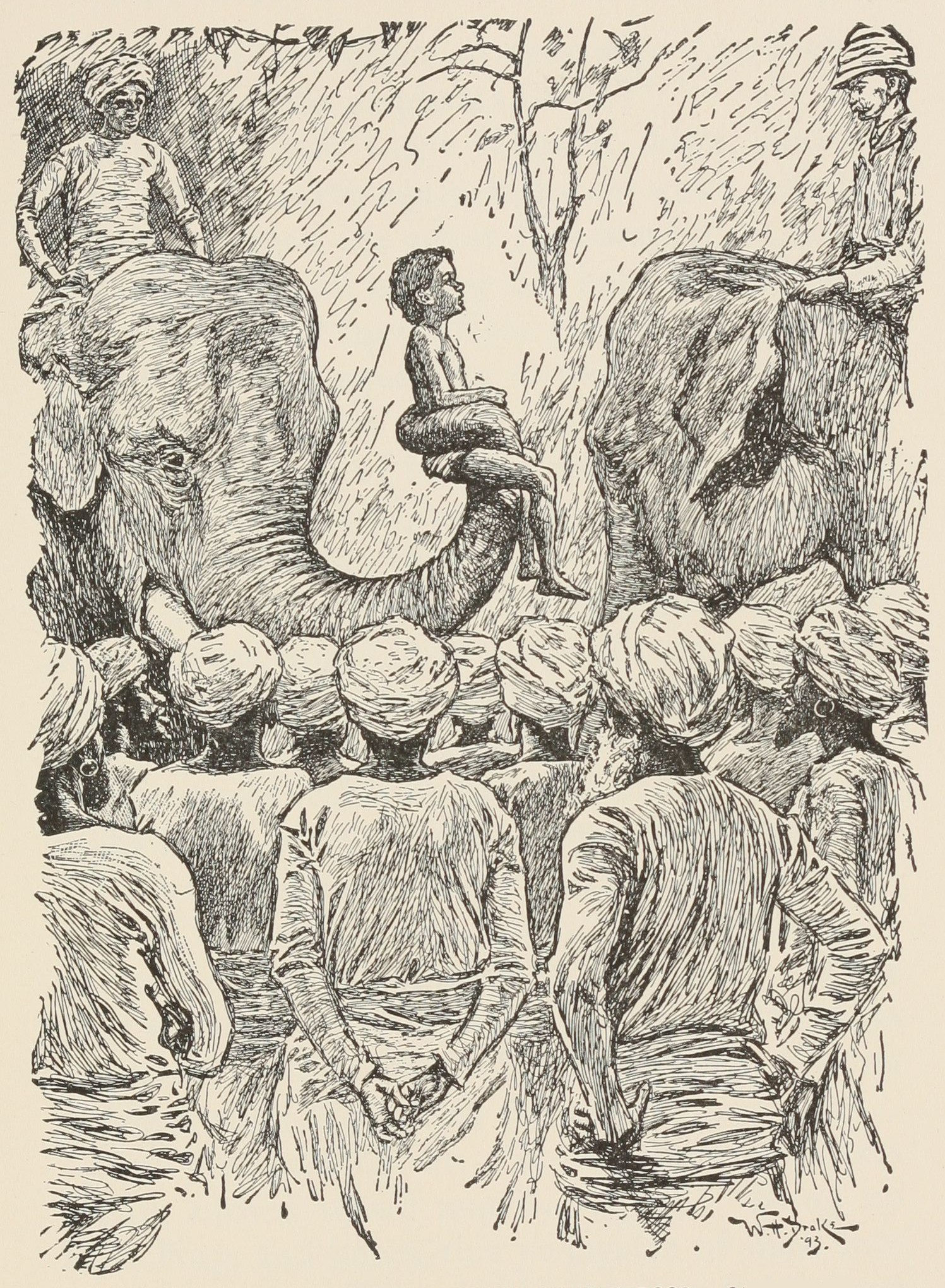
Túmé, miláček slonů, ilustrace z roku 1895

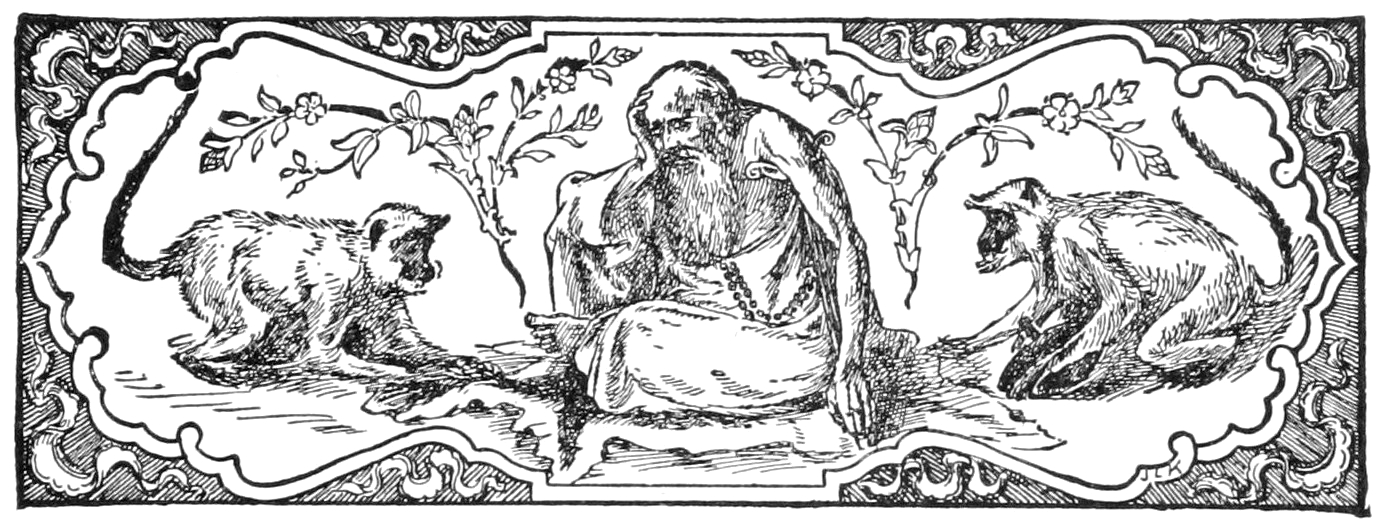
Puránbhagatův zázrak, ilustrace z roku 1895

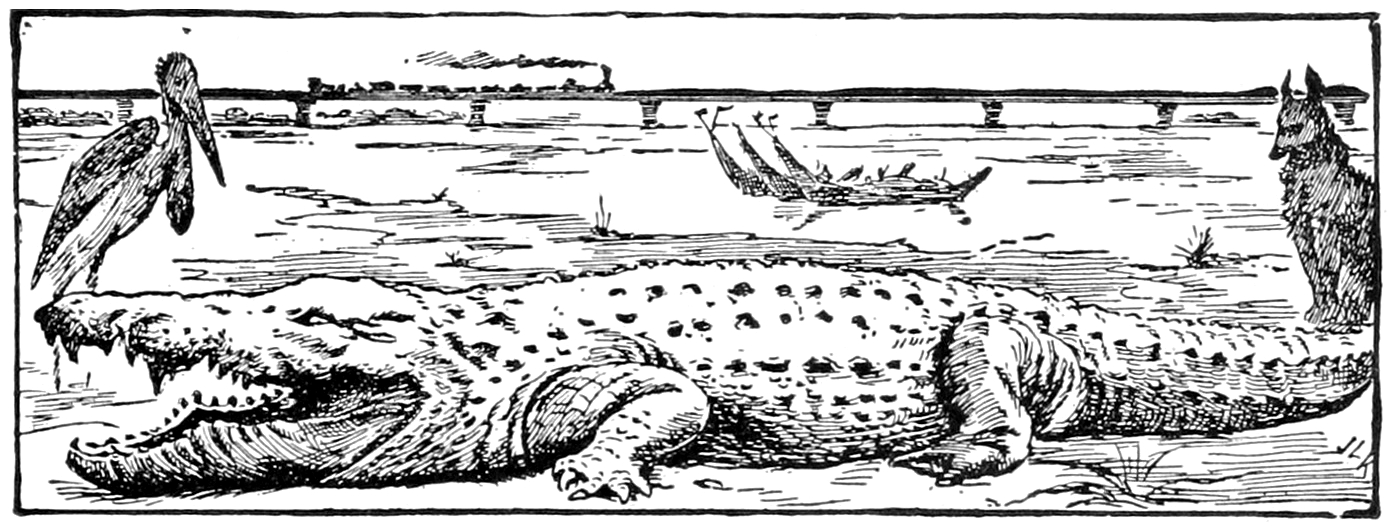
Hrobaři, ilustrace z roku 1895

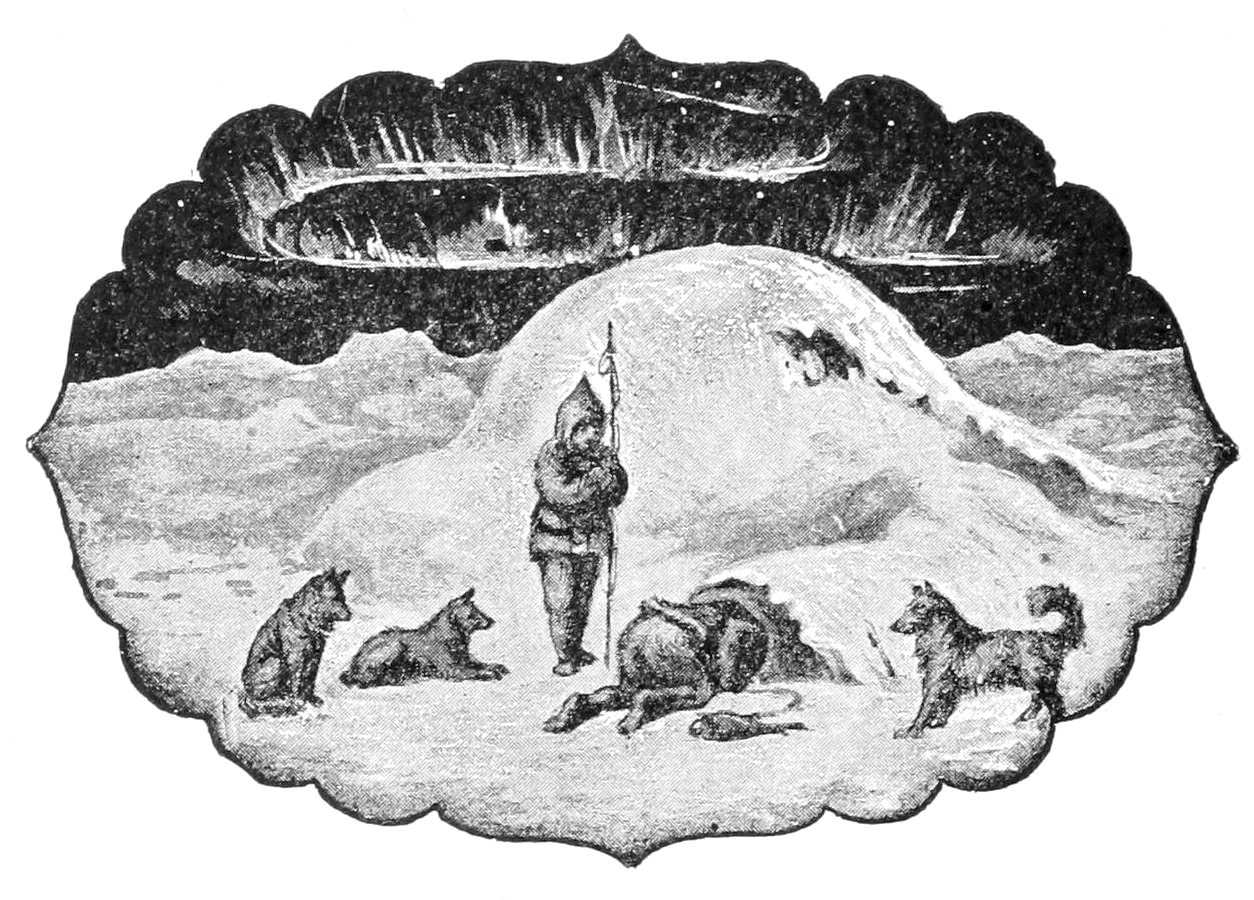
Quiquivern, ilustrace z roku 1895

Knihy džunglí (1894–1895, The Jungle Book) je dvoudílná kniha dobrodružných povídek a novel, kterou napsal anglický spisovatel Rudyard Kipling, nositel Nobelovy ceny za literaturu za rok 1907. První díl vyšel roku 1894 pod názvem Kniha džunglí (The Jungle Book) a o rok později následovalo pokračování s titulem Druhá kniha džunglí (The Second Jungle Book). Současná nakladatelská praxe je taková, že oba díly jsou obvykle vydávány společně v jednom svazku.

## Knihy džunglí
Jde vlastně o zvířecí epos v próze odehrávající se až na dva příběhy v indické džungli, a to v oblasti Seoni ve svazovém státě Madhjapradéš. První kniha obsahuje sedm, druhá osm povídek, respektive novel. Ty jsou uvedeny krátkou básní a na konci každé z nich jsou uvedeny další básnické texty, doplňující vyprávění. Více než polovina z nich (tři v prvním a pět ve druhém dílu) se týkají malého indického chlapce Mauglího (anglicky Mowgli), kterého unesl z vesnice lidožravý tygr a zachránila jej vlčí smečka. Tyto příběhy jsou někdy vydávány zvlášť s titulem nesoucím jméno hlavního hrdiny Mauglí, což prý znamená ve zvířecí řeči Žabáček (jméno dostal chlapec od své adoptivní vlčí matky). V knize totiž zvířata spolu rozmlouvají, lidé však o tom vůbec nevědí a jejich řeč nevnímají. Mauglí se však řeči zvířat naučí a stane se plnohodnotným obyvatelem džungle i příslušníkem vlčí smečky.

## Obsah jednotlivých knih

### Kniha džunglí
Číl příchod noci zvěstoval, 

Mang se už prohání. 

Spí stáda v chlévech. Pány jsme, 

než přijde svítání. 

Slyš kel a spár a dráp a zub, 

jako když zvoní kov. 

Kdo zákon džungle ctí, těm zní

náš pozdrav: dobrý lov! 

(překlad úvodní básně Knihy džunglí od Aloise a Hany Skoumalových)
- Mauglího bratři (Mowgli's Brothers): První příběh líčí příhody malého chlapce Mauglího, kterého chce sežrat krutý tygr Šér Chán. Dítě je však zachráněno jednou vlčí rodinou, která jej přijme za vlastního (tak se stanou z vlčat Mauglího bratři). Vlčí smečce, vedené samotářským Akélou, se to zpočátku příliš nelíbí, ale za chlapce se přimluví starý medvěd Balú (učitel zákona džungle) a černý panter Baghíra, ze kterých se stanou Mauglího vychovatelé a nejbližší přátelé. Šér Chán se však neustále snaží Mauglího připravit o život. Využije toho, že Akéla zestárne, a když se smečka začne rozhodovat o jeho nástupci, popudí vlky proti Mauglímu (ze kterého se již stal silný mladík) a přesvědčí je, aby mu Mauglího vydali. Mauglí si však na radu Baghíry přinese z lidské vsi hrnek žhavých uhlíků a strach zvířat před ohněm zachrání jemu a Akélovi život. Z chování smečky zklamaný Mauglí se na radu Baghíry vydává do vesnice, aby se naučil žít s lidmi.
- Ká na lovu (Kaa's Hunting): jde o příběh z doby, kdy byl Mauglí ještě malý chlapec a medvěd Balú jej (jako všechna ostatní mláďata) učil zákonů džungle. Mimo jiné mu také vštěpoval, že opice nemají žádný řád a nectí žádné zákony, že jsou hloupé, zlé a drzé, a proto jimi ostatní zvířata v džungli pohrdají. Neposlušný Mauglí si však chtěl s opicemi hrát a ty jej unesly do zřícenin starého města, odkud nemohl uprchnout. Baghíra a Balú si museli nakonec zavolat na pomoc obrovskou krajtu Ká, které se opice strašlivě bály, protože Ká je dokázal svým pohledem tak zhypnotizovat, že mu samy kráčely do tlamy.
- Tygr, tygr! (Tiger! Tiger!): Po příchodu Mauglího do vesnice se ho ujme manželka místního boháče Mesua, které tygr před léty odnesl syna. Vesničané se však k mladíkovi, který přišel z džungle, příliš přátelsky nechovají. Mauglí se brzy naučí lidské řeči, osvojí si principy lidského chování a stane se pastevcem buvolů. Když mu jeden z jeho vlčích bratrů přinese zprávu, že je nablízku Šér Chán, připraví Mauglí s vlky tygrovi past a ten je ušlapán buvolím stádem. Vesničané však obviní Mauglího pro jeho styky s vlky z čarodějnictví. Mauglí proto z vesnice odejde a žije opět v džungli.
- Bílý lachtan (The White Seal): Tento příběh se neodehrává v indické džungli, ale v Beringově moři. Zde se mezi šedými lachtany narodí bílý lachtan Kotík, který má jen jedno přání: najít pro své druhy bezpečné místo na pobřeží, kde by mohli rodit mláďata v bezpečí před surovými lovci kožešin. Když se mu to konečně podaří, nechtějí s ním ostatní lachtani odejít (bojí se změn), a tak musí Kotík nejprve zvítězit v souboji nad nejsilnějším z nich.
- Rikki-tikki-tavi (Rikki-Tikki-Tavi): Hlavním hrdinou tohoto příběhu je malá šelma mungo, která dokáže lovit i velké a prudce jedovaté hady. Mungo, kterého voda vyplavila z rodného doupěte, se dostal až na zahradu domu jedné britské rodiny, která si ho velice oblíbila a držela jej jako domácí zvíře. Rodinu však nenáviděly dvě zlé kobry Nág a Nágina a chtěly její členy zahubit. Statečný Rikki-tikki-tavi však zničí kobří vejce a nakonec oba hady zabije.
- Túmé, miláček slonů (Toomai of the Elephants): Vyprávění o tom, jak se malý chlapec Túmé dostal jako jediný doposud žijící člověk na tzv. „tanec slonů“. Na tajemný a pověstmi opředený sloní obřad, kterého se na tajném místě zúčastnilo mnoho stovek zvířat, vzal chlapce jeden ze slonů, o které se staral chlapcův otec, protože je vzájemně poutalo obrovské přátelství.
- Služebníci Jejího veličenstva (Her Majesty's Servants): Poslední povídka první Knihy džunglí popisuje rozmluvu mezka, koně, slona a vola, kteří „slouží“ v britské armádě. Zvířata si vyprávějí o svých vojenských zážitcích.

### Druhá kniha džunglí
- Kde se vzal strach (How Fear Came): Opět příběh z doby, kdy byl Mauglí ještě malý chlapec. Vypráví se v něm o tom, jak slon Háthí (všemi uznávaný vůdce) vyhlásil pro velké sucho tzv. vodní příměří. Během něho se mohou všechna zvířata sejít bez obav u řeky, aby se napila, protože kdo by po vyhlášení tohoto příměří zabil u napajedla jiné zvíře, toho by stihla smrt. Zvířatům u řeky pak Háthí vyprávěl příběh o tom, jak se zvířata naučila bát člověka.
- Puránbhagatův zázrak (The Miracle of Purun Bhagat): Příběh evropsky vzdělaného brahmana a váženého ministerského předsedy jednoho polosamostatného indického státečku, který se vzdá světské moci a bohatství a stane se poustevníkem. Spřátelí se se zvířaty a ti ho díky svému instinktu varují před rozsáhlým sesuvem půdy. Díky tomu může zachránit vesničany, kteří mu přinášeli do poustevny almužny. V bouřlivé noci však starý muž vysílením zemře, vesničané jej začnou považovat za svatého a na místě jeho smrti vystaví prostý chrám.
- Vpád džungle (Letting in the Jungle): Mauglí, který žije po odchodu z vesnice sám v džungli, se dozví, že vesničané chtějí Mesuu i jejího muže upálit jako rodiče ďábla. Osvobodí je a zajistí jim bezpečný průchod džunglí. Ostatní zvířata pak přesvědčí, aby vesničanům pustošila pole. Vesničané nakonec vesnici opustí a slon Háthí ji se svými syny rozboří.
- Hrobaři (The Undertakers): Příběh o tom, jak se šakal, pták marabu a krokodýl (tři zvířata, která se živí zdechlinami) spolu u řeky hašteří a vyprávějí si různé příběhy. Krokodýl líčí, jak chtěl jednomu anglickému dítěti ukousnout ruku, ale to bylo tak drobné, že mu ruku ze zavřené tlamy vytáhlo. Na konci povídky je krokodýl zastřelen mladým Angličanem, který byl právě tímto dítětem.
- Králův ankus (The King's Ankus): Tragikomická a pravděpodobně nejlepší[1] povídka z celého cyklu vypráví o tom jak had Ká zavede Mauglího do jednoho sklepení ve zříceninách města (toho samého, kam kdysi Mauglího unesly opice), kde stará Bílá kobra hlídá obrovský poklad. Mauglí, který nechápe cenu zlata, si přes protesty kobry, že odnáší smrt, vezme s sebou vzácný ankus (bodec na slony) vykládaný mnoha drahými kameny a diamanty. Brzy jej však v džungli odhodí, protože mu překáží v pohybu. Druhý den s Baghírou rozhodne sledovat stopu předmětu a postupně najdou šest mrtvých lidí, kteří se kvůli drahocenné zbrani navzájem povraždili. Mauglí ankus vrací zpět do sklepení a žádá kobru, aby již nikomu nedovolila bodec odnést. Zároveň pochopí, jak rozdílné je chování lidí od zvířat, která zabíjejí jen pro potravu.
- Quiquivern (Quiquern): Druhá z povídek, která se neodehrává v indické džungli, ale tentokrát mezi Eskymáky. Je to příběh psa a jeho pána, eskymáckého chlapce, kteří se oba jmenují Kotuko. Pes se brzy stane vůdcem spřežení, ale když na Eskymáky dolehne během jedné kruté zimy hlad, onemocní (jakoby zešílí) a uteče. Psí nemoc se postupně rozšíří i mezi další psy ze spřežení, z nichž někteří také utečou, jeden dokonce i s postrojem. Hlad je stále větší, a tak se Kotuko vydá s jednou dívkou za duchy kamenů, aby mu ukázali, kde je možno ulovit tuleně. Cestou se jim zjeví strašlivý osminohý a dvojhlavý psí duch Quiquivern. Ten však chlapce a dívku nezabije, nýbrž jim zachrání život, když je vyvede z pukajícího ledu na pevnou zem. Tam se ukáže, že nejde o ducha, ale o dva uzdravené psy (z nichž jeden je Kotuko), kteří se zamotali do postroje, s nímž druhý pes utekl, nemohli se tudíž od sebe odtrhnout, a proto vypadali jako osminohé zvíře se dvěma hlavami. Psi také ukázali eskymákům, kde jsou tuleni, takže hlad skončil.
- Ryšavý pes (Red Dog): Napínavý příběh o boji Mauglího proti smečce ryšavých psů dhólů, kteří jsou velmi agresivní, na potkání vraždí vše živé, a protože je jich několik set, napadají i velká zvířata. Mauglí a jeho přítel had Ká je obratně zavedou do Údolí smrti, kde je zahubí divoké včely. Mauglí se před včelami zachrání skokem do řeky, kde na něho čeká jeho hadí přítel.
- Jarní běh (The Spring Running): Závěrečný příběh nejen Druhé knihy džunglí, ale i vyprávění o Mauglím. Starý vlk Akéla umírá a při tom vyzývá Mauglího, aby odešel zpátky k lidem. Když začíná v džungli jaro, vrací se Mauglí ke své adoptivní matce Mesue. Naposledy se jde ještě rozloučit do džungle se svými zvířecími přáteli, kteří ho ujišťují o tom, že v džungli bude vždy mít domov.

## Adaptace

### Filmové adaptace
- Kniha džunglí, hraný film; USA 1942, režie Zoltan Korda, v roli Mauglího Sabu Dastagir
- Kniha džunglí, animovaný film; USA 1967, režie Wolfgang Reitherman
- Maugli (Маугли, Mauglí), SSSR 1967, režie Roman Davydov, pět animovaných epizod vzniklo v letech 1967–1971, ty byly v roce 1973 spojené do jednoho 90minutového filmu
- Janguru Bukku Shōnen Mōguri (Kniha džunglí: chlapec Mauglí); Japonsko 1989, animovaný seriál, 52 epizod
- Nová Kniha džunglí, USA 1994, režie Stephen Sommers, v roli Mauglího Jason Scott Lee, hraný film
- Druhá kniha džunglí Rudyarda Kyplinga – Mauglí a Balú, USA 1997, režie Duncan McLachlan, v roli Mauglího Jamie Williams, hraný film
- Kniha džunglí 2, USA 2003, režie Steve Trenbirth, animovaný film
- Kniha džunglí, hraný film; USA 2016, režie Jon Favreau, v roli Mauglího Neel Sethi

### Rozhlasové adaptace
- Jsme jedné krve ty i já dvoudílná rozhlasová hra z roku 1962 na základě překladu Zdeňka Hobzíka a Jana Beránka napsala Jaroslava Strejčková, režie Jiří Horčička.
- Člověk jde k lidem dvoudílná rozhlasová hra z roku 1963 s verši Ivo Fischera na základě překladu Zdeňka Hobzíka a Jana Beránka napsala Jaroslava Strejčková, režie Jiří Horčička.

### Hudební adaptace
Tématu se dvakrát chopila brněnská skupina Progres 2. Poprvé to bylo písničkové album Mauglí (1978) na texty básníka Pavla Kopty. Skupina tehdy používala název Barnodaj.
V roce 1981 to byl komponovaný pořad kombinující hudbu a projekci. První část o osudu člověka v džungli je doplněna druhou částí o civilizaci – městě. Album vyšlo pod názvem Třetí kniha džunglí, byla vydána i anglicky zpívaná verze The Third Book of Jungle.

## Česká vydání
- Kniha džunglí, překlad Pavla Moudrá; Praha, Vzdělavací bibliotéka (Edvard Beaufort), 1899, znovu 1904 a 1909.
- Druhá kniha džunglí, překlad Pavla Moudrá; Praha, Edvard Beaufort, 1901.
- Kniha džunglí a Druhá kniha džunglí, překlad Miloš Maixner; Praha, Hejda a Tuček, 1911, znovu 1920 a 1921. Dostupné také z: http://kramerius5.nkp.cz/search?accessibility=public&sort=alphabetical&authors=Maixner,%20Milo%C5%A1&doctypes=monograph&field=title&value=Kniha%20d%C5%BEungl%C3%AD
- Kniha džunglí, překlad Viktor Messi; Praha, Josef R. Vilímek, 1928, znovu 1931, 1932 a 1938.
- Druhá kniha džunglí překlad Viktor Messi; Praha, Josef R. Vilímek 1928, znovu 1933 a 1940.
- Mauglí, překlad Zdeněk Hobzík; Praha, Josef R. Vilímek, 1947; výbor povídek z Knih džunglí, kde vystupuje chlapec Mauglí.
- Kniha džunglí I. a II, překlad Zdeněk Hobzík; Praha, Josef R. Vilímek, 1948.
- Mauglí, překlad Zdeněk Hobzík a Jan Beránek; Praha, SNDK, 1956, znovu 1958 a 1960 a Praha, Alternativa, 1991; výbor povídek z Knih džunglí, kde vystupuje chlapec Mauglí.
- Rikki-tikki-tavi a jiné povídky o zvířatech, překlad Wanda Zámecká; Praha, SNDK, 1962; výbor povídek z Knih džunglí.
- Knihy džunglí, překlad Aloys a Hana Skoumalovi; Praha, SNDK, 1965, znovu 1968; Praha, Albatros 1972, 1974, 1991 a 2002; Praha, Olympia, 1984; Praha, Levné knihy KMa, 2000; Praha, Brio, 2007.
- Knihy džunglí, překlad Martin Pokorný; Praha, Albatros, 2010, znovu 2016, 2022.
- Rikki-tikki-tavi, kresby Vít Kovář; Praha, Powerprint, 2018.
- Mauglí, převyprávění Janem Horou; Praha, Triton, 2019.
- Dana Olšovská: Mowgli’s story = Mauglí, Brno: Edika, 2017, znovu 2022; dvojjazyčná kniha pro začátečníky.
- Knihy džunglí, překlad Věra Klásková; Voznice: Leda, 2023.

Některá vydání jsou dostupná jako e-kniha, zvuková kniha či kniha online.